# BI-636

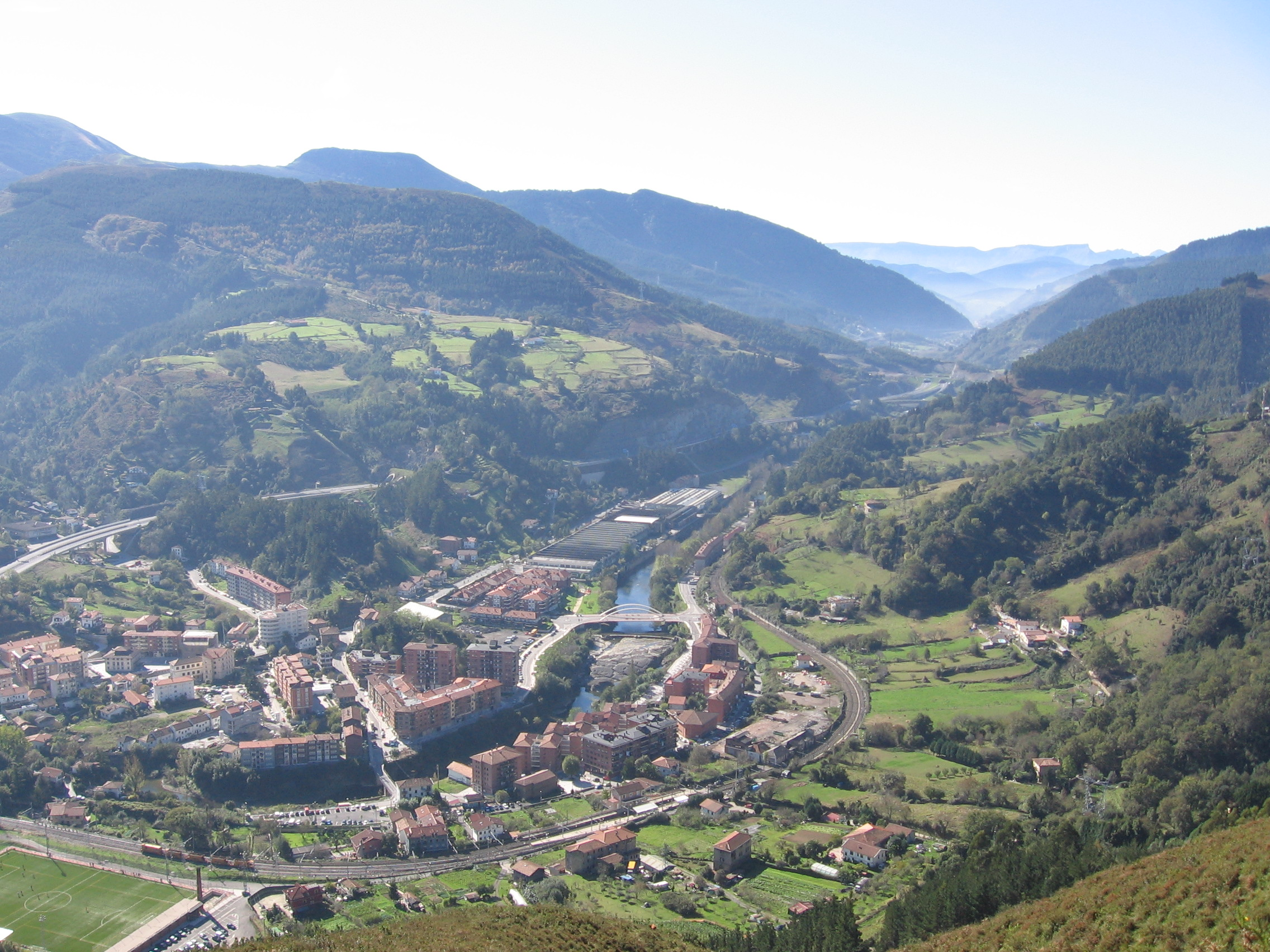
Vista de Alonsótegui (la BI-636 se ve elevada sobre pilares en el centro del borde izquierdo de la imagen).

La carretera BI-636 o Corredor del Cadagua es una carretera de la red básica (naranja) de la Red de Carreteras de Vizcaya, con categoría de autopista en su primer tramo (entre Bilbao y Güeñes) y carretera convencional el resto. Dispone de calzada de doble carril por cada sentido y limitado a 80 en sus primeros 6 km y 100 hasta el final del doble carril. El resto de la carretera es una calzada de un carril por sentido entre Güeñes, Valmaseda y el límite con la provincia de Burgos. Este tramo tiene un límite de 90 km/h.
Se da la curiosa circunstancia de que entre Sodupe y Zaramillo transcurre aproximadamente 1300 metros por territorio alavés perteneciente al municipio de Oquendo, pese a no estar así indicado.

## Historia
La historia de esta carretera empezó en el año 1987 cuando la Diputación Foral de Vizcaya licitó el primer tramo entre Valmaseda y Zalla como alternativa para no adentrarse en estas dos localidades, como si de una variante se tratara y así llegar hasta la antigua C-6318, actual CL-629. Por el lado de Bilbao la carretera se adentraba en las localidades de Sodupe (del municipio de Güeñes) y Alonsótegui hasta llegar a Bilbao. Hasta la realización del primer tramo de la BI-636 se llamó C-6318.
En el año 1992 se licitó el tramo de autovía entre Bilbao y Castrejana, que fue el primer tramo del actual Corredor del Cadagua, el cual se finalizó en el año 1997. Este tramo comienza en la salida 119 de la A-8.
Entre los años 2004 y 2006 se construyó el tramo de Sodupe a Zalla, el cual enlazaría con el tramo construido en 1987. En el año 2000 se empezó a construir el último tramo de la BI-636, de Castrejana a Sodupe. El primer tramo, Castrejana (barrio de Bilbao) a Arbuyo (localidad del municipio de Alonsótegui), se abrió en la primavera de 2007. Este tramo evitó las congestiones que se formaban cada día en Alonsótegui, por cuyo casco urbano pasaban cerca de 10 000 vehículos diarios. El segundo tramo, Arbuyo a Sodupe, se abrió al tráfico en marzo de 2008. Así pues la antigua BI-636 que bordeaba el río Cadagua se renumerará con el número BI-3651 y la nueva BI-636 será el nuevo vial para muchos vizcaínos y la liberación del tráfico urbano para muchos habitantes de la comarca. Falta el tramo entre Güeñes y el límite con la Provincia de Burgos que enlazará con el Valle de Mena.

## Tramos
| Denominación | Tramo                              | Año servicio                                       | km  |
| ------------ | ---------------------------------- | -------------------------------------------------- | --- |
| BI-636       | Basurto-Zorroza BI-10 - Castrejana | Apertura provisional: 1997 Apertura completa: 1997 | 2   |
| BI-636       | Castrejana - Arbuyo                | 2007                                               | 4,4 |
| BI-636       | Arbuyo - Sodupe                    | 2008                                               | 5,5 |
| BI-636       | Sodupe - Zalla                     | 2006                                               | 6   |